# El trueno en el reino
El trueno en el reino es una novela histórica de la escritora inglesa Hilary Mantel. Después de En la corte del lobo y Una reina en el estrado, es la última entrega de una trilogía que traza el ascenso y la caída de Thomas Cromwell, ministro de la corte del rey Enrique VIII, y cubre los últimos cuatro años de su vida, desde 1536 hasta su muerte ejecutado en 1540.
El trueno en el reino es la duodécima novela de Mantel, la primera en casi ocho años, y se publicó en marzo de 2020 con gran éxito de crítica y grandes cifras de ventas. En diciembre de 2020, Emily Temple de Literary Hub informó que la novela había aparecido en 13 listas de los mejores libros de 2020. Ganó el Premio Walter Scott de ficción histórica 2021. Es la última novela publicada en vida de Mantel, que murió el 22 de septiembre de 2022.

## Trama
El trueno en el reino cubre el período posterior a la muerte de Ana Bolena en 1536. Describe el ascenso de Cromwell a la cima de su riqueza y poder, seguido de su caída del favor real y su ejecución pública en Tower Hill en 1540.

## Publicación
Aunque Mantel originalmente esperaba publicar el libro en 2018, no apareció hasta marzo de 2020. Mantel desmintió las especulaciones de que la novela se había retrasado debido a un bloqueo del escritor, a distracciones causadas por adaptaciones teatrales y cinematográficas de sus novelas anteriores, o porque no se atrevía a escribir la escena de la ejecución de Cromwell. Mantel dijo que el proyecto simplemente había sido difícil de realizar y agregó: "Pero como esta no es una explicación que a nadie le interese publicar, lo que la gente prefiere es una historia dramática de cómo casi se desmorona todo el proyecto".
Cuando se publicó en el Reino Unido el 5 de marzo de 2020, las librerías abrieron a medianoche para vender el libro. Las ventas iniciales en el Reino Unido fueron rápidas, con más de 95.000 copias vendidas en los primeros tres días. Henry Holt and Company publicó la edición estadounidense cinco días después, el 10 de marzo de 2020.

## Recepción
El trueno en el reino recibió críticas en su mayoría elogiosas. El New York Times lo llamó "la culminación triunfal de la trilogía de Mantel", el Financial Times lo llamó "majestuoso y, a menudo, asombrosamente poético", y el Washington Post lo llamó una "culminación magistral". El Times Literary Suplement la calificó como "una de las ficciones más complejas e inmersivas que han aparecido en años", mientras que The Guardian la aclamó como una "obra maestra" y calificó la trilogía de Cromwell de Mantel como "las mejores novelas inglesas de este siglo"." Los Angeles Times calificó a Mantel como "única entre los novelistas modernos por su capacidad para hacer que el pasado sea tan visceralmente convincente como el presente", USA Today dijo que "cada página está llena de ideas" y el Wall Street Journal calificó su trilogía de Cromwell como "un compromiso brillante con el ejercicio y la metafísica del poder en la Europa del siglo XVI". Sin embargo, el New Yorker criticó su extensión (754 páginas en la edición estadounidense), calificándola de "una obra inflada y sólo ocasionalmente cautivadora".
El trueno en el reino fue preseleccionada para el Premio de Ficción Femenina 2020.

## Adaptación escénica
Al igual que los volúmenes anteriores, El trueno en el reino ha sido adaptada para teatro, en una producción de la Royal Shakespeare Company con un guion escrito por Mantel y Ben Miles. La obra se estrenó en el Gielgud Theatre de Londres en septiembre de 2021.